# Толедо, Франсиско Хавьер
Франси́ско Хавье́р Толе́до (исп. Francisco Javier Toledo, род. 30 сентября 1959 — 3 августа 2006) — гондурасский футболист, полузащитник, участник чемпионата мира 1982 года.

## Карьера

### Клубная
В 1980-е годы Хавьер Толедо выступал за различные гондурасские клубы: «Марафон», «Тела Тимса», «Олимпия».

### В сборной
В составе сборной участвовал в отборочных играх к чемпионату мира 1982 года в Испании и чемпионату мира 1986 года в Мексике.

## Смерть
Хавьер Толедо умер в городе Сан-Педро-Сула в возрасте 46 лет после продолжительной болезни.